# Поляков, Данил Алексеевич
Данил Алексеевич Поляков (7 февраля 1998 года) — российский футболист, вратарь.

## Карьера
Воспитанник московского «Торпедо». Несколько лет выступал за любительские коллективы из Москвы и Московской области. В 2020 году дебютировал в профессиональном футболе за «Коломну». В 2021 году играл в клубе киргизской Премьер-Лиги «Алай». Помимо матчей в чемпионате, Поляков провел за команду три встречи в Кубке АФК.